# Jules Jollivet

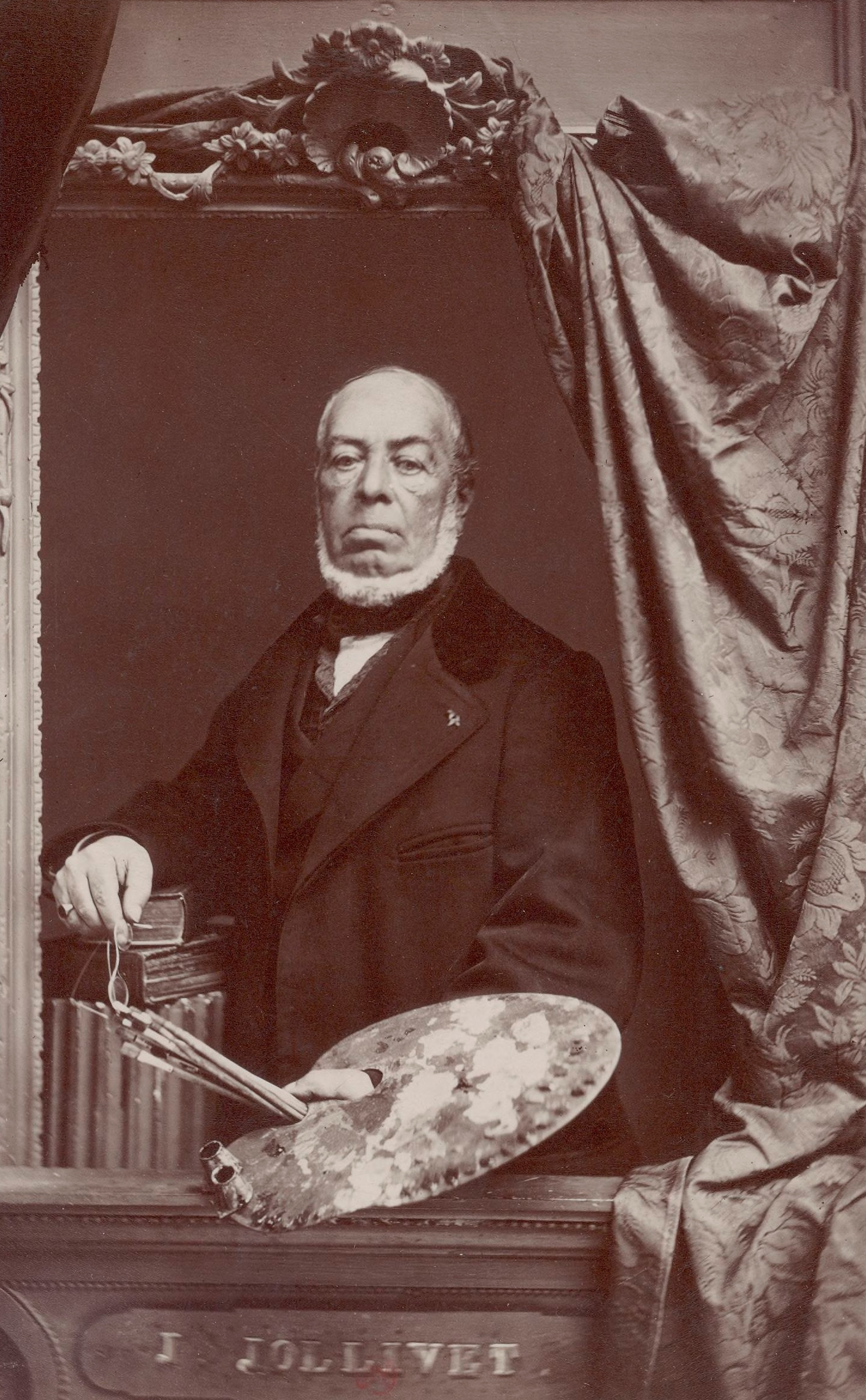
J Jollivet, fotografía sobre papel de albúmina de Adolphe Dallemagne (1811-1882)-taller Nadar. Biblioteca Nacional de Francia.

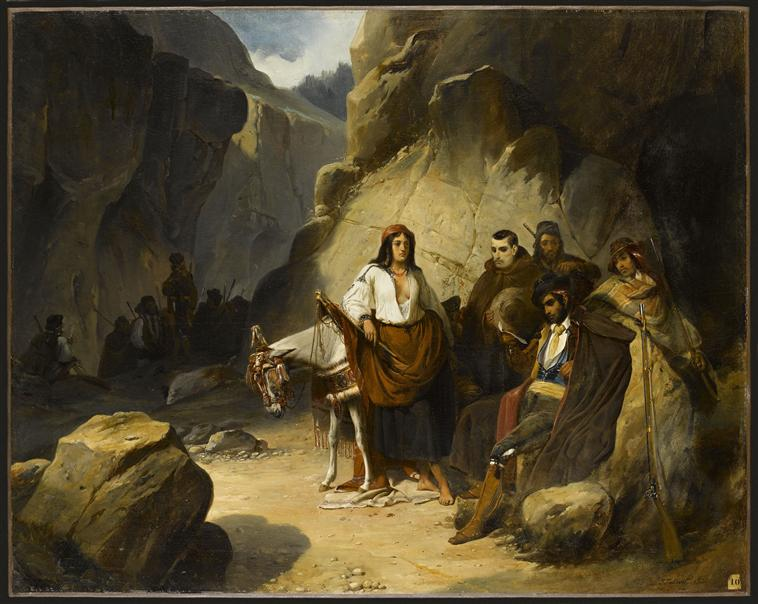
Una guerrillera, óleo sobre lienzo, 74 x 92 cm, París, musée du Louvre.

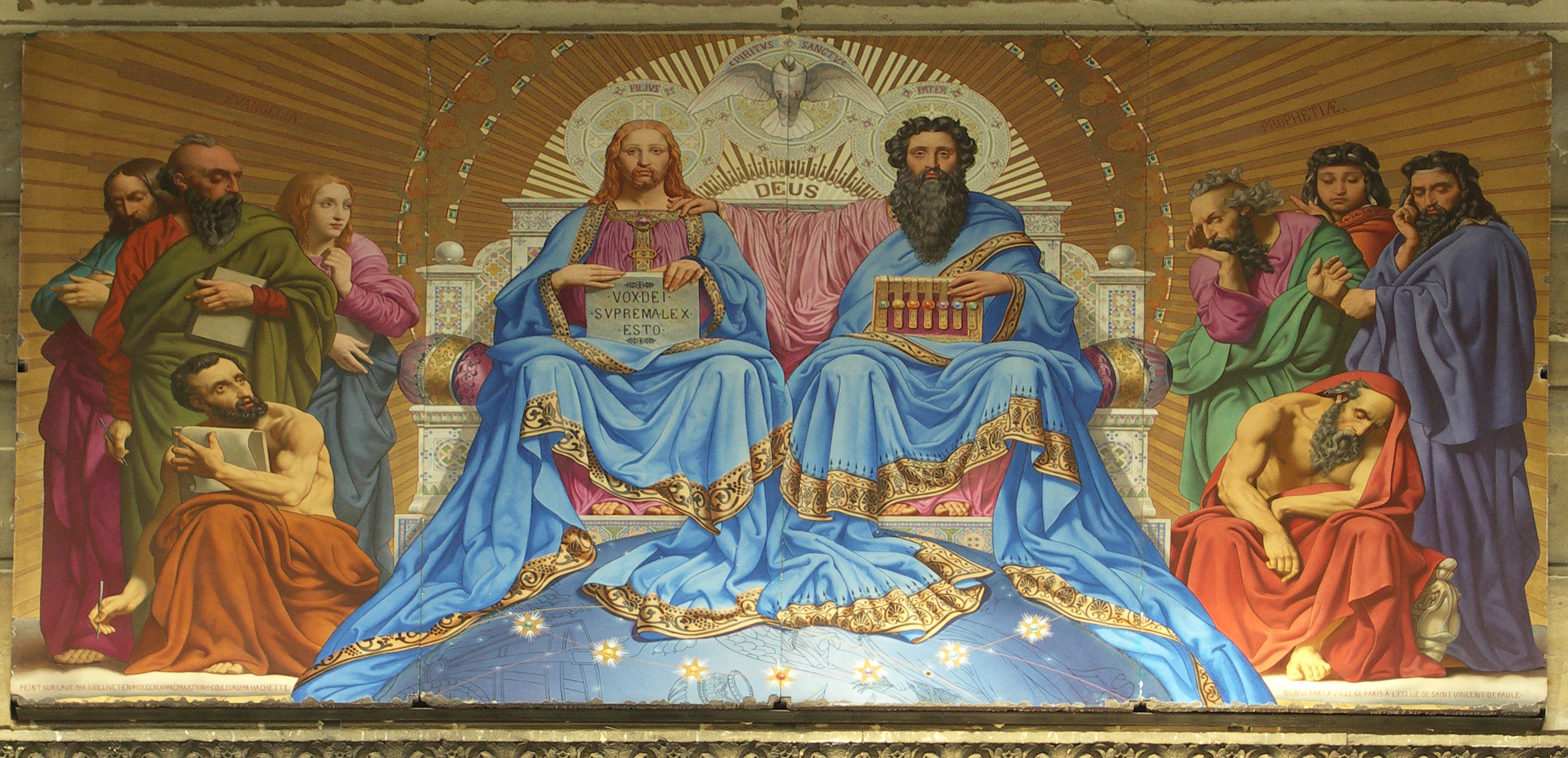
Trinidad, París, iglesia de San Vicente de Paúl.

Jules Jollivet (París, 1803-1871) fue un pintor y litógrafo francés.

## Biografía y obra

### Trabajos para el Real Establecimiento Litográfico de Madrid
Pintor de historia y de género, de 1822 a 1825 estudió en la École des beaux-arts de París donde tuvo como maestro a Antoine-Jean Gros. Interesado al mismo tiempo en la litografía, en 1826 viajó a Madrid para trabajar a las órdenes de José de Madrazo en la reproducción de las pinturas del Museo del Prado con destino a la Colección litográfica de los cuadros del rey de España el señor don Fernando VII, obra colectiva editada por el Real Establecimiento Litográfico de Madrid entre 1829 y 1832. A Jollivet corresponden las reproducciones de los retratos ecuestres del príncipe Baltasar Carlos, el conde-duque de Olivares, Felipe III y Felipe IV por cuadros de Velázquez y los de Felipe II y El cardenal-infante Fernando de Austria, en la batalla de Nördlingen según Rubens, si bien este último atribuido en la firma de la estampa a Anton van Dyck. Además litografió La fragua de Vulcano de Velázquez y cuatro cuadros de la serie de batallas pintadas para el Salón de Reinos del palacio del Buen Retiro: La recuperación de San Juan de Puerto Rico de Eugenio Cajés (con atribución a Félix Castello), Expugnación de Rheinfelden de Vicente Carducho y de Jusepe Leonardo el Socorro de Brisach y la Rendición de Juliers, llamada en la inscripción al pie Rendición de Breda al marqués de Espínola.

### París
De regreso en Francia, según Ossorio «con una gran colección de estudios y croquis de nuestros trajes y costumbres», pintó cuadros de género ambientados en la España romántica como la Parada de gitanos en las montañas de Ronda del museo Rolin de Autun, firmado «J. Jollivet 1832», o Una guerrillera del museo del Louvre, presentada en el Salón de 1834.
Paralelamente y por encargo de Luis Felipe de Orleans pintó numerosos cuadros de historia para el museo histórico de Versalles (Palacio de Versalles) como la Toma del castillo de Foix en 1272, la Batalla de Agnadel de 1509 y la de Hooglede de 1794.
En 1846, Jacques Hittorff, arquitecto de la iglesia de San Vicente de Paúl de París, le encargó la decoración del pórtico clasicista de la iglesia conforme a su concepción de la arquitectura de la antigüedad, que él defendía era una arquitectura policromada. En su ejecución Jollivet se sirvió de una nueva técnica de pintura sobre esmalte. El mismo año se colocó sobre la puerta la primera placa esmaltada con la representación de la Trinidad. Las piezas restantes se colocaron en 1860: a la derecha de la Trinidad diversos episodios del Nuevo Testamento (Adoración de los magos, Bautismo de Cristo y Última cena) y a la izquierda la Creación de Eva, el Pecado de Adán y Eva y la Expulsión del Paraíso, que, por sus desnudos, provocaron las protestas de los religiosos e hicieron que inmediatamente, en 1861, el baron Haussmann, prefecto de París, ordenase la retirada de los esmaltes de la fachada, a la que no volvieron hasta ciento cincuenta años después, tras ser recuperados y restaurados en 1998. Dolorido con lo que creía hipocresía del clero e incomprensión del público ante cualquier novedad, Jollivet se justificó en dos escritos: De la peinture religieuse á l’exterior des églises, à propos de l’enlèvement de la décoration extérieure du porche de Sant-Vicent-de-Paul, impreso en París en 1861 y Peinture en émail sur lave. Sa raison d’ètre et sa défense contre les obstacles opposés a son adoption, aparecido un año después, titulándose en ambos «peintre d’histoire», defensa que ampliaría poco después con un nuevo opúsculo titulado De la polychromie de l'architecture par l'emploi des émaux, París, 1867.